# Calatis comitiis
Il testamento calatis comitiis è forma arcaica di testamento che prevedeva l'istituzione del proprio heres innanzi al popolo in comizio. Assieme alla forma in procinctu, rappresentava l'unico modo di testare nella Roma antica, sempre però premettendo che il de cuius non dovesse avere heres sui, altrimenti tutta l'hereditas sarebbe stata necessariamente a lui devoluta.